# Причепа звичайна
{{#ifeq:0|0|{{#if:|{{#if:Torilisjaponica|[[]}}|}}}}
Причепа звичайна, ториліс японський (Torilis japonica) — вид трав'янистих рослин родини окружкові (Apiaceae), поширений у Європі, Азії й Марокко.

## Опис
Однорічна або зрідка дворічна трава. Висота: 5–90 см. Стебло жорстко-волосисте, повне, червонувато-пурпурове принаймні на основі. Листові пластини трикутні, 1–3 рази перисторозсічені, кінцеві листки довгі й конічні. Суцвіття — складений зонтик (5–12). Первинний зонтик з нечисленними приквітками, які можуть відпадати після цвітіння, вторинні зонтики з багатьма голкоподібними, грубими приквіточками. Віночок нерегулярний (зигоморфний), від білого до світло-рудуватого забарвлення, максимум 5 мм ушир; пелюстків 5, глибоко виїмчасті, кінчик повернений всередину. Чашолистків 5, дуже маленькі. Тичинок 5. Плід: майже кулястий, 2-секційний, з вигнутими колючками, завдовжки 3–4 мм схизокарпій.

## Поширення
Поширений у Європі, помірній Азії й Непалі, Пакистані, а також у Марокко.
В Україні вид зростає на лісових галявинах, узліссях, рідше під пологом, на вирубках, узбіччях доріг — на всій території крім Карпат, але зростає в Закарпатті.

## Галерея

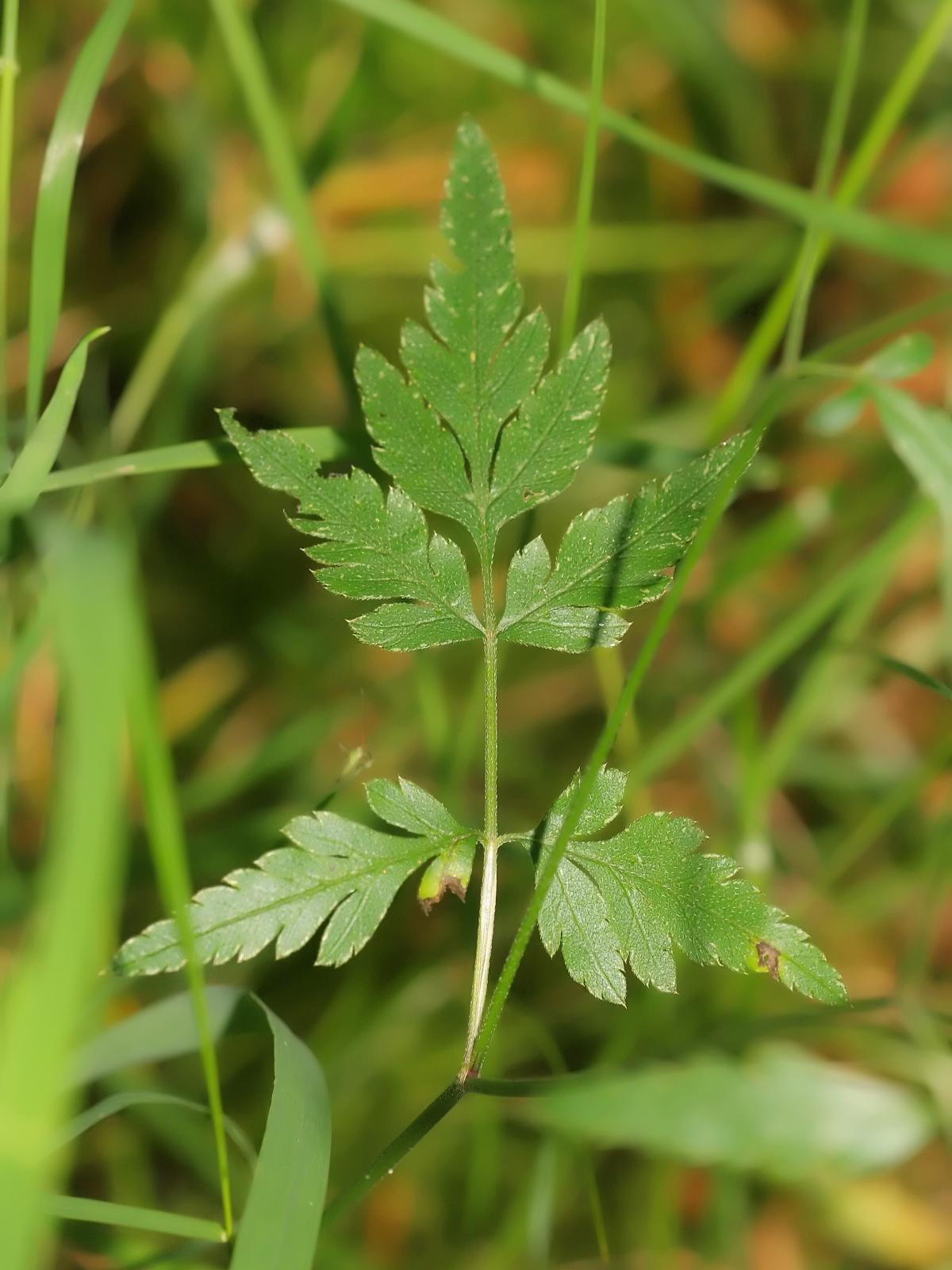
листок
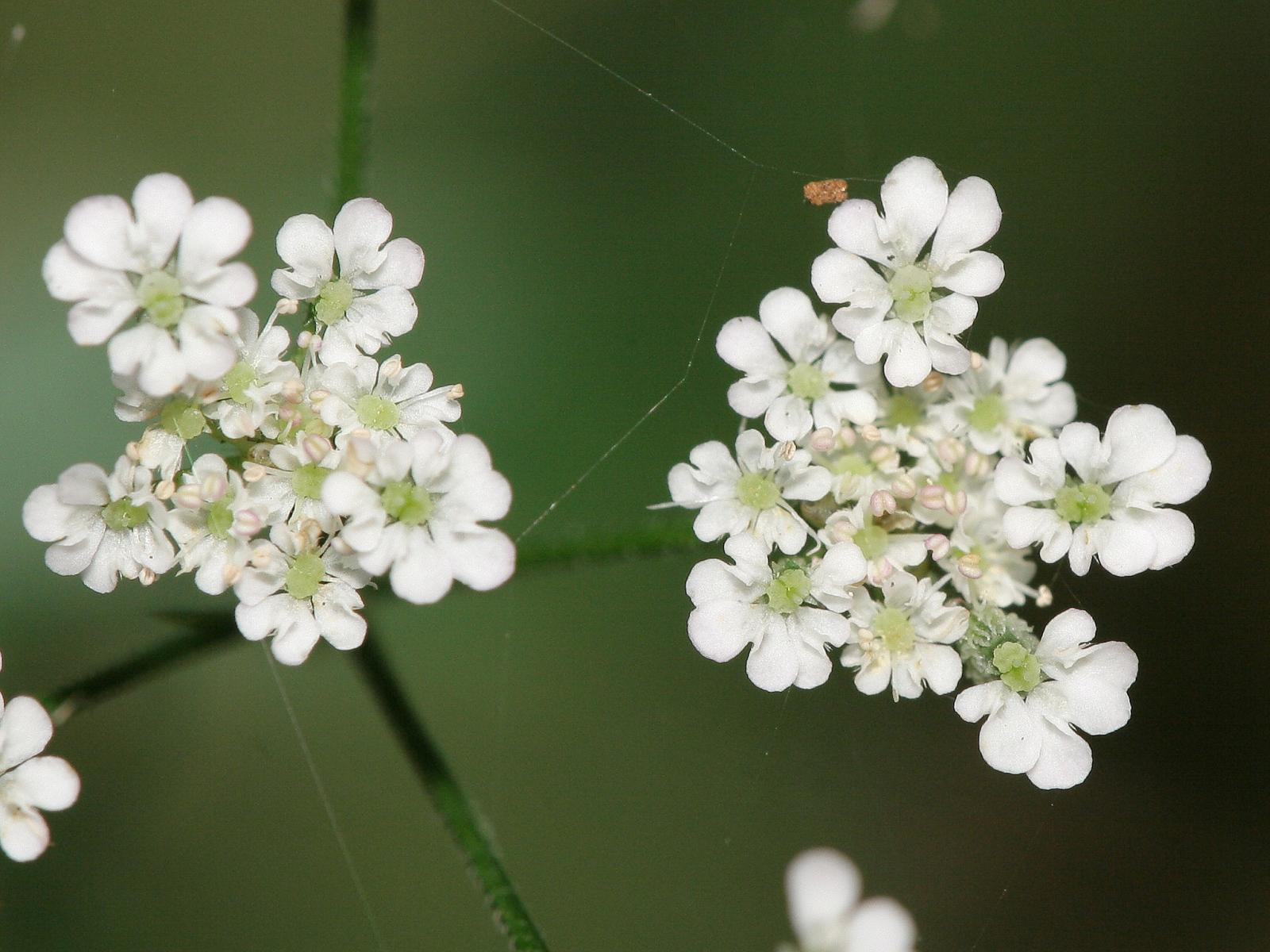
суцвіття
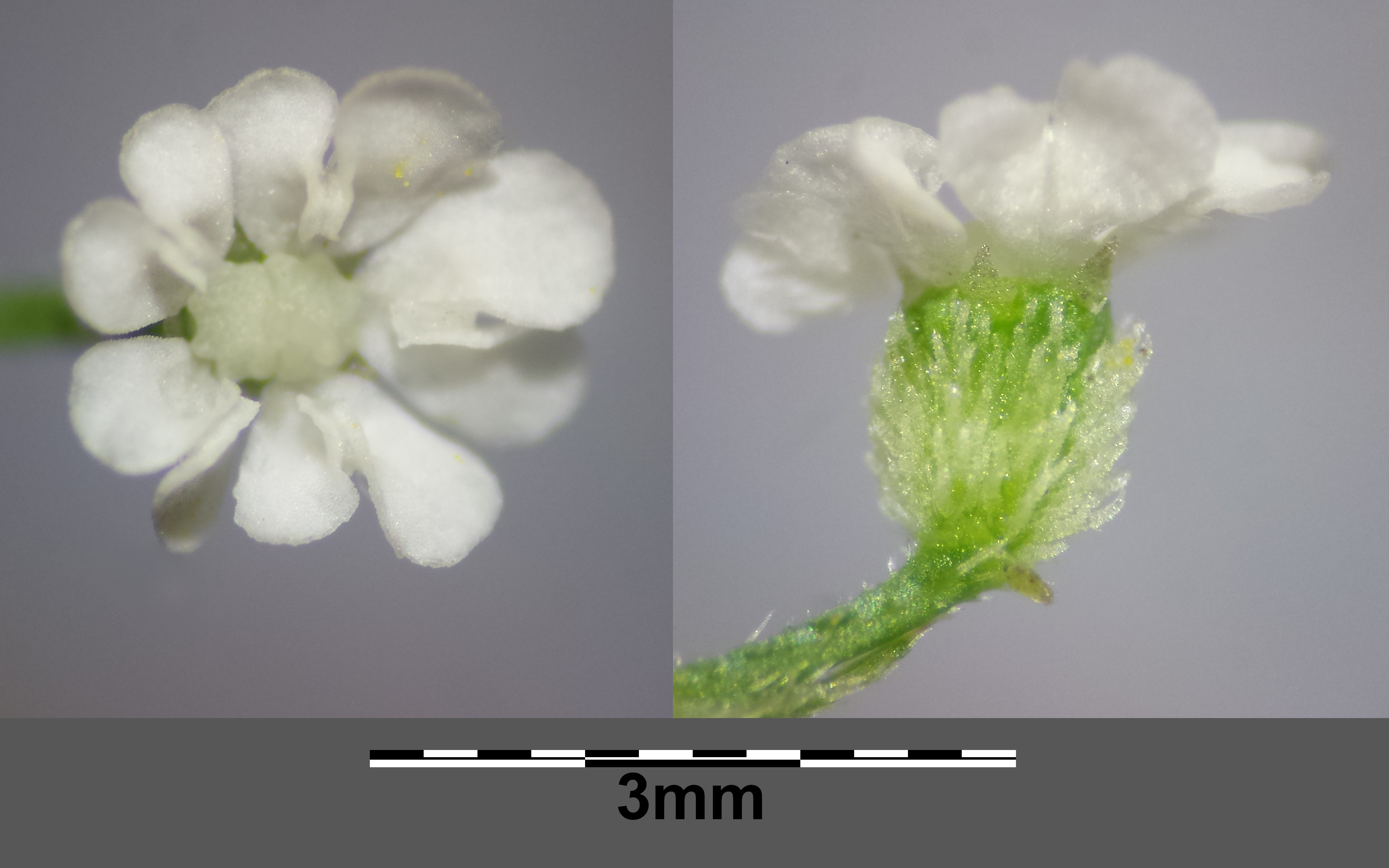
квітка
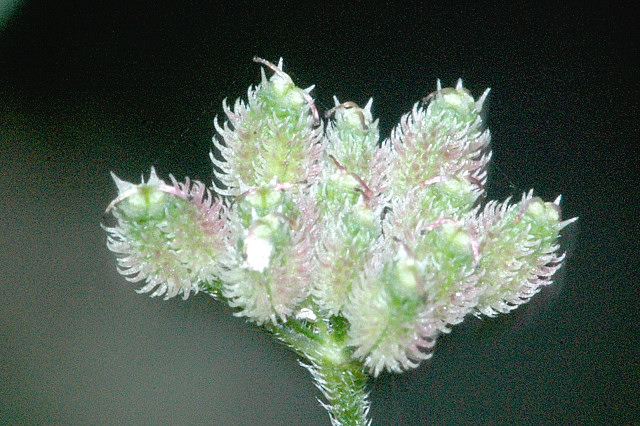
супліддя
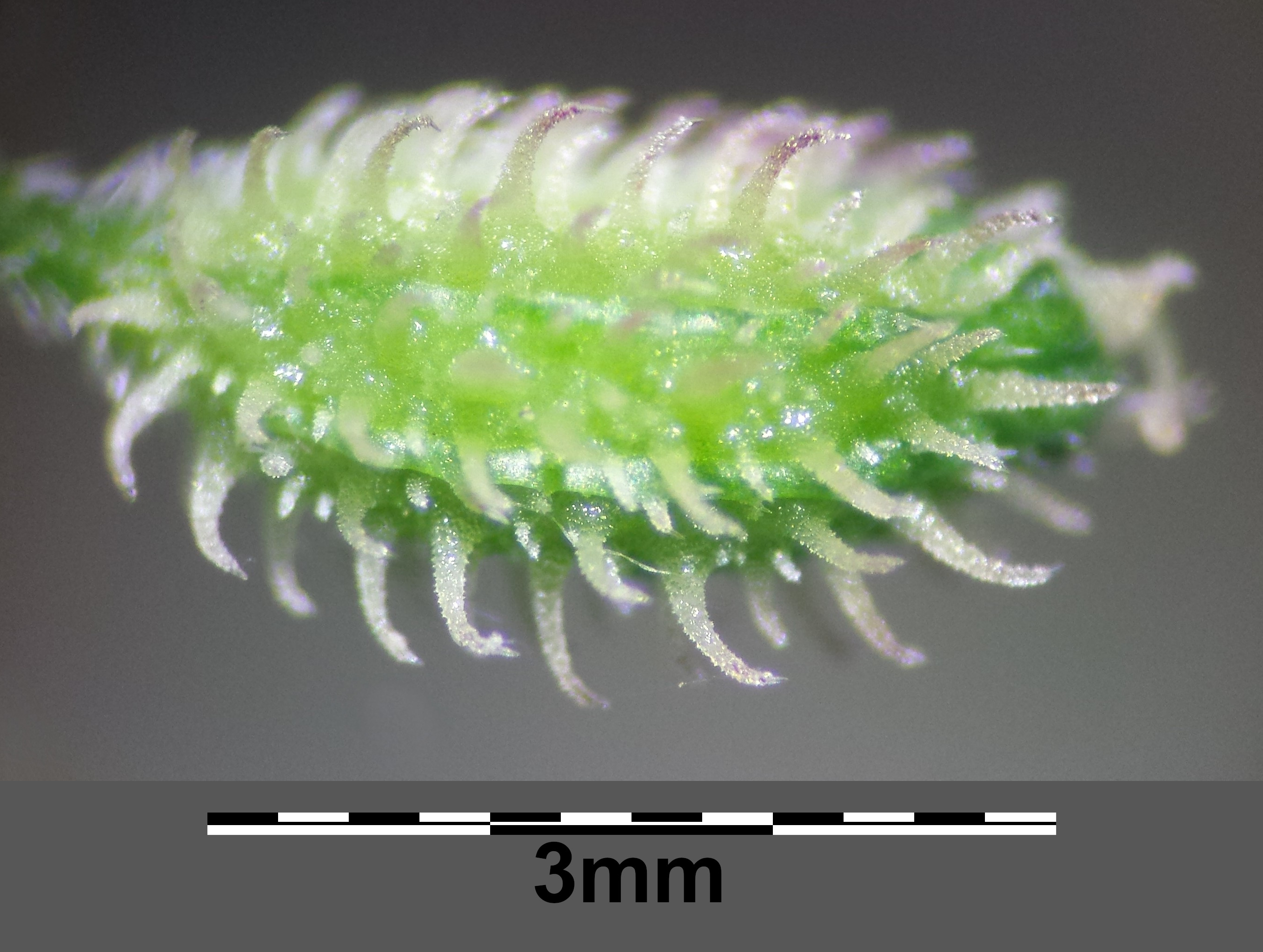
плід
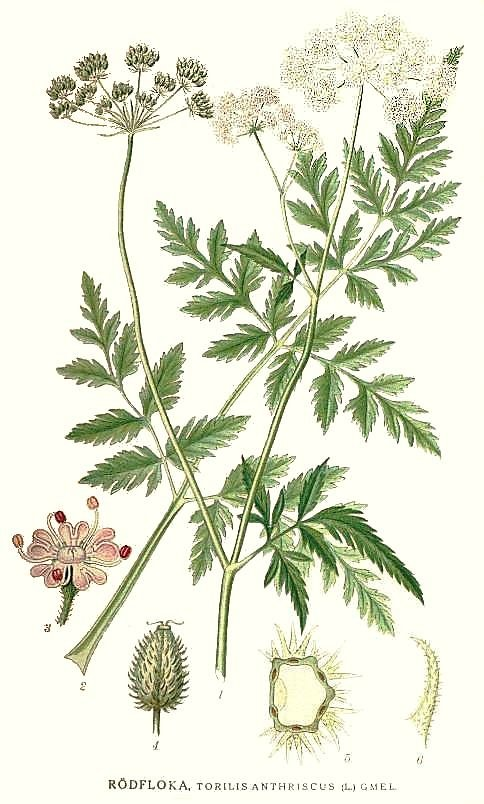
ілюстрація